# Nom de temple
Els noms de temple són habitualment usats per anomenar a la reialesa xinesos, coreans (períodes Goryeo i Joseon), i vietnamites (en tals dinasties com la Trần, la Lý, i la Lê). Aquests no han de confondre's amb els noms d'era.